# كيل تيسون
كيل تيسون (بالإنجليزية: Cale Tyson)‏ هو مغن مؤلف أمريكي، ولد في 27 يناير 1991 في كيلبورن في الولايات المتحدة.

## وصلات خارجية
- كيل تيسون على موقع ميوزك برينز (الإنجليزية)
- كيل تيسون على موقع أول ميوزيك (الإنجليزية)
- كيل تيسون على موقع ديسكوغز (الإنجليزية)